# Deileptenia molteri
Deileptenia molteri är en fjärilsart som beskrevs av Koutsaftikis 1973. Deileptenia molteri ingår i släktet Deileptenia och familjen mätare. Inga underarter finns listade i Catalogue of Life.